# 美齡號
美齡號，是中華民國專用鐵路客車及行政專機的稱號。

## 專用鐵路客車
在海南鐵路博物館後院，有一節特殊的公務車——「美齡號」。此車曾是原蔣介石的專用車輛，蔣介石夫人宋美齡曾乘坐過此車，因此被命名為美齡號。這節車廂是一輛墨綠色外殼、上下啟動車窗的老式客車，車號GW97380，原產地日本，製造於1941年。
另外在上海鐵路博物館院內，有一節綠色的車廂格外醒目的花車，是當時宋美齡的公務車「美齡號」，車號GW97384。該車原系美國政府送給宋美齡使用的，其內有臥室、浴室、辦公室、會客室兼會議室。裝飾富麗豪華，車頂燈、壁燈的燈座皆為白銀制成，會客室有橡木桌椅一套，椅面和靠背均為牛皮包蒙。該車60年代初，自北京鐵路局調來，先後因工程需要隨單位奔赴過詹東線、通讓線、內蒙古三道坎——吉蘭泰線、盤西2208線、枝柳線、皖贛線、阜淮線、商阜線和合九線。1995年後，該車停放於淮南大通老站，由鐵四局車輛管理中心負責日常管理和保養。這節公務車歷經周折，最終於2003年9月，在上海鐵路博物館安家落戶。

## 行政專機

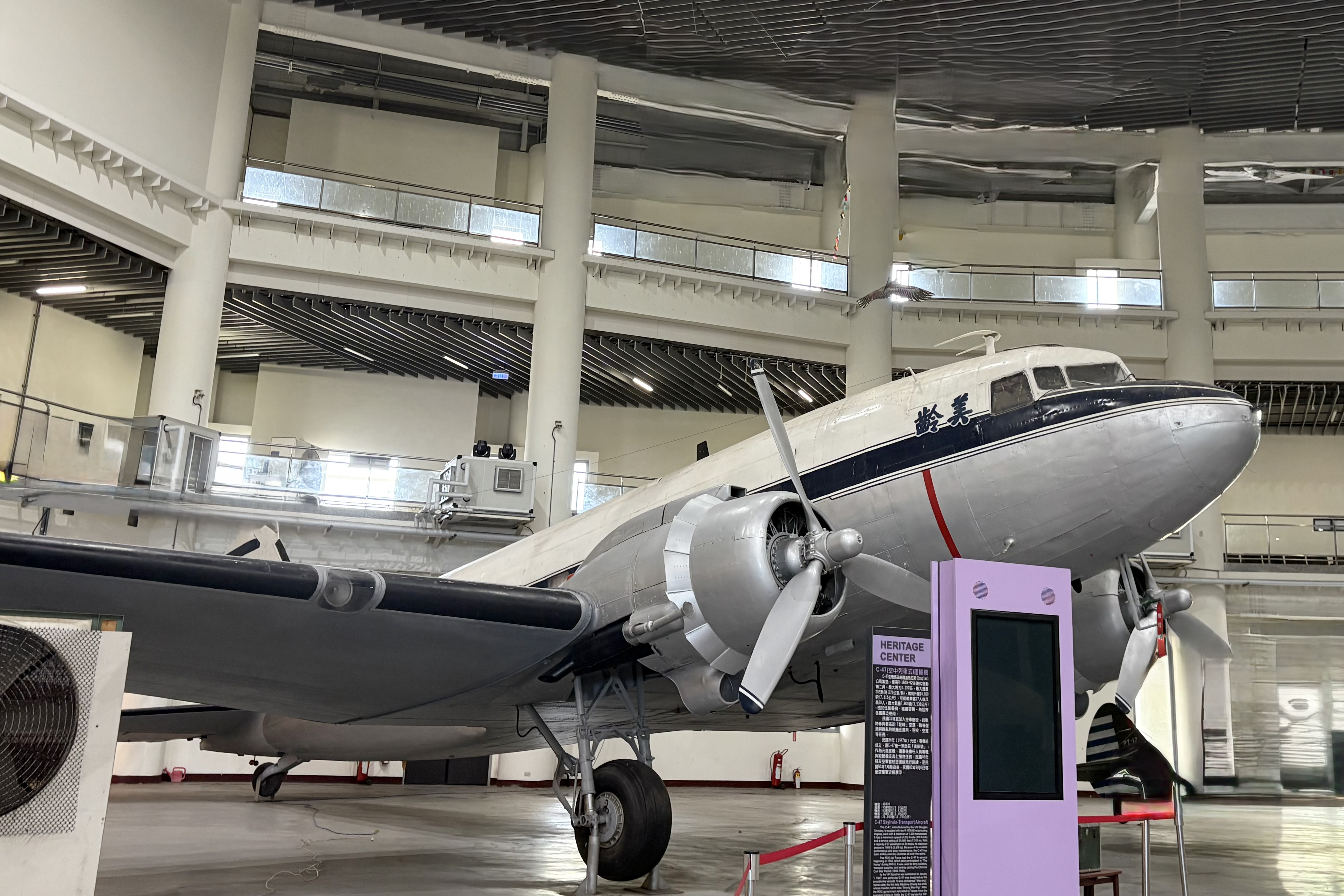
道格拉斯C-47B空中列車式運輸機(美齡號)。

1945年6月，美國贈送國民政府一架C-47B雙引擎運輸機，作為蔣中正主席專機，命名「美齡號」。1946年另一架更豪華的C-54第一代中美號專機加入服役行列，美齡號退居第二線。現存放於航空教育展示館。
機徽由曾國超設計。
中國的湖北宜昌東山公園和河南魯山航空展覽館也各有一架「美齡號」，只是魯山航空展覽館所展示的美齡號是C-46運輸機。